# 王世相
王世相，甘肅皋蘭（今甘肅省蘭州市）人，清朝末年政治人物、進士出身。
光緒十七年，中舉；光緒二十四年，登進士。同年五月，授陝西補用知府，后以直隸知州分省補用。光緒二十一年，授花翎、鹽運使銜。1921年，任安肃道尹。